# Сантана-ду-Матус
Сантана-ду-Матус (порт. Santana do Matos) — муниципалитет в Бразилии, входит в штат Риу-Гранди-ду-Норти. Составная часть мезорегиона Центр штата Риу-Гранди-ду-Норти. Входит в экономико-статистический микрорегион Серра-ди-Сантана. Население составляет 17 150 человек на 2006 год. Занимает площадь 1420,313 км². Плотность населения — 12,1 чел./км².
Праздник города — 13 октября.

## История
Город основан в 1836 году.

## Статистика
- Валовой внутренний продукт на 2003 год составляет 27 496 678,00 реалов (данные: Бразильский институт географии и статистики).
- Валовой внутренний продукт на душу населения на 2003 год составляет 1654,73 реалов (данные: Бразильский институт географии и статистики).
- Индекс развития человеческого потенциала на 2000 год составляет 0,594 (данные: Программа развития ООН).